# Shrine of new generation slaves
Shrine of new generation slaves is het vijfde studioalbum van de Poolse muziekgroep Riverside. Het duurde enige tijd om te 'herstellen' van het vorige volledige album Anno Domini High Definition, acroniem ADHD. Mariusz Duda had het tevens druk met zijn soloproject Lunatic Soul. Ook voor het album uit 2013 had de band een acroniem voorhanden: Songs. De muziek van Shrine of new generation slaves en Anno Domini High Definition verhoudt zich dan ook tussen Songs (liederen) en ADHD. Zo zijn de grunts uit het verleden verdwenen en ook de muziek is rustiger van karakter.
Het album is net als haar voorgangers opgenomen in Polen. Het album heeft als centraal thema, de verslaving aan de moderne techniek (Google boys, wiki girls) en de vluchtigheid van bestaan. De kunst in het boekwerkje is afkomstig van Travis Smith, specialist in ontwerpen voor heavy-metalalbums.

## Musici
- Mariusz Duda – zang, basgitaar, akoestische gitaar, ukulele
- Piotr Gruzinski – gitaar
- Piotr Kozieradzki – slagwerk
- Michal Łapaj – toetsinstrumenten waaronder hammondorgel
- Marcin Odyniec – sopraansaxofoon (Deprived), altsaxofoon (Night sessions (part 2))

## Muziek
Teksten van Duda, muziek van Riverside

| Nr. | Titel                                     | Duur  |
| --- | ----------------------------------------- | ----- |
| 1.  | New generation slave                      | 4:17  |
| 2.  | The depth of self-delusion                | 7:39  |
| 3.  | Celebrity touch                           | 6:48  |
| 4.  | We got used to us                         | 4:12  |
| 5.  | Feel like falling                         | 5:17  |
| 6.  | Deprived (Irretrievably lost imagination) | 8:26  |
| 7.  | Excalator shrine                          | 12:41 |
| 8.  | Coda                                      | 1:39  |

| Nr. | Titel                  | Duur  |
| --- | ---------------------- | ----- |
| 1.  | Night session (part 1) | 10:45 |
| 2.  | Night session (part 2) | 11:32 |

## Hitnoteringen
Het album haalde in enkele landen de albumlijsten:
- (2)[1] (7 weken)
- (33) Duitsland (3 weken)
- (41) Finland
- (51) Zwitserland (1 week)
- (109) Wallonië (4 weken)
- (130) Vlaanderen (2 weken)

### NederlandseAlbum Top 100
| Positie: | 28 | 77 | 84 | uit |